# Lista siturilor arheologice din județul Cluj - A
Lista siturilor arheologice din județul Cluj - A conține toate siturile arheologice din județul Cluj înscrise în Repertoriul Arheologic Național (RAN) și aflate în localități al căror nume începe cu litera A. RAN este administrat de Ministerul Culturii și Patrimoniului Național și cuprinde date științifice, cartografice, topografice, imagini și planuri, precum și orice alte informații privitoare la zonele cu potențial arheologic, studiate sau nu, încă existente sau dispărute.
Puteți căuta un sit din localitățile care încep cu litera A folosind formularul de mai jos sau puteți naviga prin toate siturile din județ la Lista siturilor arheologice din județul Cluj.
| Cod RAN                                  | Denumire | Localitate                         | Adresă            | Datare                                | Descoperit | Coordonate                                    | Imagine           | Erori            |
| ---------------------------------------- | --- | ---------------------------------- | ----------------- | ------------------------------------- | ---------- | --------------------------------------------- | ----------------- | ---------------- |
| 55482.05                                 | Monede romane de la Aghireșu (Categorie: descoperire izolată) (Tip: obiect izolat)                                                                                          | sat Aghireșu, comuna Aghireșu      | Mine              |                                       |            |                                               | Încărcați imagine | Raportați eroare |
| 55605.01                                 | Toporul eneolitic de la Aiton - "Șuri" (Categorie: descoperire izolată) (Tip: obiect izolat)                                                                                | sat Aiton, comuna Aiton            | Șuri              |                                       |            |                                               | Încărcați imagine | Raportați eroare |
| 55605.02.01 (Cod LMI: CJ-I-m-B-06937.02) | Așezarea de la Aiton - "Pârâul Șurilor" / ansamblu anonim (Categorie: locuire civilă) (Tip: Așezare)                                                                        | sat Aiton, comuna Aiton            | Pârâul Șurilor    | Turdaș - faza târzie                  |            |                                               | Încărcați imagine | Raportați eroare |
| 55605.02.02 (Cod LMI: CJ-I-m-B-06937.01) | Așezarea de la Aiton - "Pârâul Șurilor" / ansamblu anonim (Categorie: locuire civilă) (Tip: Așezare)                                                                        | sat Aiton, comuna Aiton            | Pârâul Șurilor    | Sighișoara - Wietenberg               |            |                                               | Încărcați imagine | Raportați eroare |
| 55605.03                                 | Urme de locuire eneolitice de la Aiton - "Cioltul Mic" (Categorie: descoperire izolată) (Tip: obiect izolat)                                                                | sat Aiton, comuna Aiton            | Cioltul Mic       |                                       |            |                                               | Încărcați imagine | Raportați eroare |
| 55605.03.01                              | Urme de locuire eneolitice de la Aiton - "Cioltul Mic" / ansamblu anonim (Categorie: descoperire izolată) (Tip: Așezare)                                                    | sat Aiton, comuna Aiton            | Cioltul Mic       |                                       |            |                                               | Încărcați imagine | Raportați eroare |
| 55605.05                                 | Situl arheologic de la Aiton - "Deasupra Morii" / ansamblu anonim (Categorie: locuire civilă)                                                                               | sat Aiton, comuna Aiton            | Deasupra Morii    |                                       |            |                                               | Încărcați imagine | Raportați eroare |
| 55605.05.01                              | Situl arheologic de la Aiton - "Deasupra Morii" / ansamblu anonim (Categorie: locuire civilă) (Tip: Așezare)                                                                | sat Aiton, comuna Aiton            | Deasupra Morii    | Iclod - 1 și 3                        |            |                                               | Încărcați imagine | Raportați eroare |
| 55605.05                                 | Situl arheologic de la Aiton - "Deasupra Morii" / ansamblu anonim (Categorie: locuire civilă)                                                                               | sat Aiton, comuna Aiton            | Deasupra Morii    |                                       |            |                                               | Încărcați imagine | Raportați eroare |
| 55605.05.03                              | Situl arheologic de la Aiton - "Deasupra Morii" / ansamblu anonim (Categorie: locuire civilă) (Tip: Așezare)                                                                | sat Aiton, comuna Aiton            | Deasupra Morii    |                                       |            |                                               | Încărcați imagine | Raportați eroare |
| 55605.05.02                              | Situl arheologic de la Aiton - "Deasupra Morii" / ansamblu anonim (Categorie: locuire civilă) (Tip: Așezare)                                                                | sat Aiton, comuna Aiton            | Deasupra Morii    |                                       |            |                                               | Încărcați imagine | Raportați eroare |
| 55605.05.02                              | Situl arheologic de la Aiton - "Deasupra Morii" / ansamblu anonim (Categorie: locuire civilă) (Tip: Necropolă de incinerație)                                               | sat Aiton, comuna Aiton            | Deasupra Morii    | Sighișoara - Wietenberg               |            |                                               | Încărcați imagine | Raportați eroare |
| 55605.05.02                              | Situl arheologic de la Aiton - "Deasupra Morii" / complex anonim (Categorie: locuire civilă) (Tip: mormânt de incinerație)                                                  | sat Aiton, comuna Aiton            | Deasupra Morii    | Wietenberg                            |            |                                               | Încărcați imagine | Raportați eroare |
| 55605.07                                 | Fragmente ceramice preistorice de la Aiton - "Lab" (Categorie: descoperire izolată) (Tip: obiect izolat)                                                                    | sat Aiton, comuna Aiton            | Lab               |                                       |            |                                               | Încărcați imagine | Raportați eroare |
| 55605.08                                 | Fragmente ceramice Coțofeni de la Aiton - "Podul cu Acăți" (Categorie: descoperire izolată) (Tip: obiect izolat)                                                            | sat Aiton, comuna Aiton            | Podul cu Acăți    |                                       |            |                                               | Încărcați imagine | Raportați eroare |
| 55605.09                                 | Fragmente ceramice de la Aiton - "Vatra satului" (Categorie: descoperire izolată) (Tip: obiect izolat)                                                                      | sat Aiton, comuna Aiton            | Vatra satului     |                                       |            |                                               | Încărcați imagine | Raportați eroare |
| 55605.10                                 | Posibilă așezarea romană de la Aiton - "Podul de Piatră" / ansamblu anonim (Categorie: locuire civilă)                                                                      | sat Aiton, comuna Aiton            | Podul de Piatră   |                                       |            |                                               | Încărcați imagine | Raportați eroare |
| 55605.10.01                              | Posibilă așezarea romană de la Aiton - "Podul de Piatră" / ansamblu anonim (Categorie: locuire civilă) (Tip: Construcție)                                                   | sat Aiton, comuna Aiton            | Podul de Piatră   |                                       |            |                                               | Încărcați imagine | Raportați eroare |
| 55605.11                                 | Așezarea de la Aiton - "La Cânepi" / ansamblu anonim (Categorie: locuire civilă)                                                                                            | sat Aiton, comuna Aiton            | La Cânepi         |                                       |            |                                               | Încărcați imagine | Raportați eroare |
| 55605.12                                 | Posibilă așezare romană și preistorică la Aiton / ansamblu anonim (Categorie: locuire civilă)                                                                               | sat Aiton, comuna Aiton            | nr. 135           |                                       |            |                                               | Încărcați imagine | Raportați eroare |
| 55605.12.01                              | Posibilă așezare romană și preistorică la Aiton / ansamblu anonim (Categorie: locuire civilă) (Tip: Construcție)                                                            | sat Aiton, comuna Aiton            | nr. 135           |                                       |            |                                               | Încărcați imagine | Raportați eroare |
| 55605.13.01                              | Canal de scurgere de la Aiton / ansamblu anonim (Categorie: neprecizată) (Tip: canal)                                                                                       | sat Aiton, comuna Aiton            |                   |                                       |            |                                               | Încărcați imagine | Raportați eroare |
| 55605.14.01                              | Posibilă așezarea romană de la Aiton / ansamblu anonim (Categorie: locuire civilă) (Tip: Așezare)                                                                           | sat Aiton, comuna Aiton            |                   |                                       |            |                                               | Încărcați imagine | Raportați eroare |
| 55605.15                                 | Statuetă romană de la Aiton - "Biserica ortodoxă" (Categorie: descoperire izolată) (Tip: obiect izolat)                                                                     | sat Aiton, comuna Aiton            | Biserica ortodoxă |                                       |            |                                               | Încărcați imagine | Raportați eroare |
| 55605.16                                 | Ceramica romană de la Aiton (Categorie: neprecizată) (Tip: neprecizat) | sat Aiton, comuna Aiton            |                   | secolele V-VI d.Hr.                   |            |                                               | Încărcați imagine | Raportați eroare |
| 55482.01                                 | Valul de la Aghireșu - "Țecle" / ansamblu anonim (Categorie: fortificație)                                                                                                  | sat Aghireșu, comuna Aghireșu      | Țecle             |                                       | 1984       |                                               | Încărcați imagine | Raportați eroare |
| 55482.02.01 (Cod LMI: CJ-I-s-B-06935)    | Așezarea dacică de la Aghireșu - "La Stoguri" / ansamblu anonim (Categorie: locuire civilă) (Tip: Așezare fortificată)                                                      | sat Aghireșu, comuna Aghireșu      | La Stoguri        | geto-dacică sec. I î.Hr. - I d.Hr.    |            |                                               | Încărcați imagine | Raportați eroare |
| 55482.02.01 (Cod LMI: CJ-I-s-B-06935)    | Așezarea dacică de la Aghireșu - "La Stoguri" / complex anonim (Categorie: locuire civilă) (Tip: șanț de apărare)                                                           | sat Aghireșu, comuna Aghireșu      | La Stoguri        | geto-dacică sec. I a.Chr - I. p. Chr. |            |                                               | Încărcați imagine | Raportați eroare |
| 55482.02.01 (Cod LMI: CJ-I-s-B-06935)    | Așezarea dacică de la Aghireșu - "La Stoguri" / complex anonim (Categorie: locuire civilă) (Tip: locuință de suprafață)                                                     | sat Aghireșu, comuna Aghireșu      | La Stoguri        | geto-dacică sec. I a.Chr - I. p. Chr. |            |                                               | Încărcați imagine | Raportați eroare |
| 55482.02.01 (Cod LMI: CJ-I-s-B-06935)    | Așezarea dacică de la Aghireșu - "La Stoguri" / complex anonim (Categorie: locuire civilă) (Tip: locuință semi-îngropată)                                                   | sat Aghireșu, comuna Aghireșu      | La Stoguri        | geto-dacică sec. I a.Chr - I. p. Chr. |            |                                               | Încărcați imagine | Raportați eroare |
| 55482.02.01 (Cod LMI: CJ-I-s-B-06935)    | Așezarea dacică de la Aghireșu - "La Stoguri" / complex anonim (Categorie: locuire civilă) (Tip: groapă provizii)                                                           | sat Aghireșu, comuna Aghireșu      | La Stoguri        | geto-dacică sec. I a.Chr - I. p. Chr. |            |                                               | Încărcați imagine | Raportați eroare |
| 55482.03.01 (Cod LMI: CJ-I-s-B-06936)    | Așezarea romană de la Aghireșu - "Căpranța" / ansamblu anonim (Categorie: locuire civilă) (Tip: Așezare)                                                                    | sat Aghireșu, comuna Aghireșu      | Căpranța          |                                       |            | 46°52′54″N 23°13′29″E / 46.88158°N 23.22467°E | Încărcați imagine | Raportați eroare |
| 55482.04                                 | Inscripție romană de la Aghireș (Categorie: descoperire izolată) (Tip: obiect izolat)                                                                                       | sat Aghireșu, comuna Aghireșu      |                   |                                       |            |                                               | Încărcați imagine | Raportați eroare |
| 55482.06.01 (Cod LMI: CJ-I-s-B-06934)    | Cetatea de pământ de la Aghireșu - "Dealul Tucas" / ansamblu anonim (Categorie: locuire) (Tip: Cetate de pământ)                                                            | sat Aghireșu, comuna Aghireșu      | Dealul Tucas      |                                       |            |                                               | Încărcați imagine | Raportați eroare |
| 55605.18.01 (Cod LMI: CJ-I-m-A-06939.03) | Situl arheologic de la Aiton - "Între pâraie" / ansamblu anonim (Categorie: locuire civilă) (Tip: Așezare)                                                                  | sat Aiton, comuna Aiton            | Între pâraie      | Iclod                                 |            | 46°40′08″N 23°44′08″E / 46.66889°N 23.73556°E | Încărcați imagine | Raportați eroare |
| 55605.18.02 (Cod LMI: CJ-I-m-A-06939.02) | Situl arheologic de la Aiton - "Între pâraie" / ansamblu anonim (Categorie: locuire civilă) (Tip: Așezare)                                                                  | sat Aiton, comuna Aiton            | Între pâraie      | Tiszapolgár                           |            | 46°40′08″N 23°44′08″E / 46.66889°N 23.73556°E | Încărcați imagine | Raportați eroare |
| 55605.18.03 (Cod LMI: CJ-I-m-A-06939.01) | Situl arheologic de la Aiton - "Între pâraie" / ansamblu anonim (Categorie: locuire civilă) (Tip: Așezare)                                                                  | sat Aiton, comuna Aiton            | Între pâraie      | Wietenberg                            |            | 46°40′08″N 23°44′08″E / 46.66889°N 23.73556°E | Încărcați imagine | Raportați eroare |
| 55605.18.04 (Cod LMI: CJ-I-s-A-06939)    | Situl arheologic de la Aiton - "Între pâraie" / ansamblu anonim (Categorie: locuire civilă) (Tip: Așezare)                                                                  | sat Aiton, comuna Aiton            | Între pâraie      |                                       |            | 46°40′08″N 23°44′08″E / 46.66889°N 23.73556°E | Încărcați imagine | Raportați eroare |
| 55605.04.01 (Cod LMI: CJ-I-s-B-06940)    | Vestigiile drumului Napoca - Potaissa de la Aiton - "La cruce" / ansamblu Vestigiile drumului Napoca - Potaissa (Categorie: construcție) (Tip: Drum)                        | sat Aiton, comuna Aiton            | La cruce          |                                       |            |                                               | Încărcați imagine | Raportați eroare |
| 55696.01.01 (Cod LMI: CJ-I-s-B-06941)    | Așezarea preistorică de la Apahida - "Fața Merezii" / ansamblu anonim (Categorie: locuire civilă) (Tip: Așezare)                                                            | sat Apahida, comuna Apahida        | Fața Merezii      |                                       |            |                                               | Încărcați imagine | Raportați eroare |
| 55696.02.01 (Cod LMI: CJ-I-m-B-06942.02) | Situl arheologic de la Apahida - "După deal la tău" / ansamblu anonim (Categorie: locuire civilă) (Tip: Așezare)                                                            | sat Apahida, comuna Apahida        | După deal la tău  | Iclod                                 |            |                                               | Încărcați imagine | Raportați eroare |
| 55696.02.03 (Cod LMI: CJ-I-m-B-06942.01) | Situl arheologic de la Apahida - "După deal la tău" / ansamblu anonim (Categorie: locuire civilă) (Tip: Așezare)                                                            | sat Apahida, comuna Apahida        | După deal la tău  |                                       |            |                                               | Încărcați imagine | Raportați eroare |
| 55696.02.02 (Cod LMI: CJ-I-m-B-06942.02) | Situl arheologic de la Apahida - "După deal la tău" / ansamblu anonim (Categorie: locuire civilă) (Tip: Așezare)                                                            | sat Apahida, comuna Apahida        | După deal la tău  | Tiszapolgár                           |            |                                               | Încărcați imagine | Raportați eroare |
| 55696.04.01 (Cod LMI: CJ-I-m-B-06943.01) | Situl arheologic de la Apahida - în dreptul km 3 și 3,1 ai Căii Ferate Apahida-Dej / ansamblu anonim (Categorie: locuire civilă) (Tip: Așezare)                             | sat Apahida, comuna Apahida        |                   | Sighișoara - Wietenberg               |            | 46°48′42″N 23°45′33″E / 46.81156°N 23.75903°E | Încărcați imagine | Raportați eroare |
| 55696.04.02 (Cod LMI: CJ-I-m-B-06943.02) | Situl arheologic de la Apahida - în dreptul km 3 și 3,1 ai Căii Ferate Apahida-Dej / ansamblu Necropolă celtică (Categorie: locuire civilă) (Tip: Necropolă de incinerație) | sat Apahida, comuna Apahida        |                   |                                       |            | 46°48′42″N 23°45′33″E / 46.81156°N 23.75903°E | Încărcați imagine | Raportați eroare |
| 55696.05.01 (Cod LMI: CJ-I-s-A-06944)    | Așezarea rurală romană de la Apahida - "Tarcea Mică" / ansamblu anonim (Categorie: locuire civilă) (Tip: Așezare rurală)                                                    | sat Apahida, comuna Apahida        | Tarcea Mică       | sec. II - III d.Hr.                   |            | 46°49′10″N 23°44′27″E / 46.81944°N 23.74083°E | Încărcați imagine | Raportați eroare |
| 55696.07.01 (Cod LMI: CJ-I-s-A-06946)    | Necropola germanică de la Apahida / ansamblu anonim (Categorie: descoperire funerară) (Tip: Necropolă)                                                                      | sat Apahida, comuna Apahida        |                   | sec. V - VI d.Hr.                     | 1969       | 46°48′00″N 23°45′17″E / 46.8°N 23.75472°E     | Încărcați imagine | Raportați eroare |
| 59675.01.01 (Cod LMI: CJ-I-m-B-06947.02) | Situl arheologic de la Aruncuta - "Cremeniș" / ansamblu anonim (Categorie: locuire civilă) (Tip: Așezare)                                                                   | sat Aruncuta, comuna Suatu         | Cremeniș          | Coțofeni                              | 1846-1848  |                                               | Încărcați imagine | Raportați eroare |
| 59675.01.02 (Cod LMI: CJ-I-m-B-06947.01) | Situl arheologic de la Aruncuta - "Cremeniș" / ansamblu anonim (Categorie: locuire civilă) (Tip: Locuire)                                                                   | sat Aruncuta, comuna Suatu         | Cremeniș          |                                       | 1846-1848  |                                               | Încărcați imagine | Raportați eroare |
| 55785.01.01 (Cod LMI: CJ-I-m-A-06948.02) | Cetatea de pământ de la Așchileu Mare - "Dealul Grecea" / ansamblu anonim (Categorie: locuire) (Tip: Cetate de pământ)                                                      | sat Așchileu Mare, comuna Așchileu | Dealul Grecea     |                                       |            |                                               | Încărcați imagine | Raportați eroare |
| 55785.01.02 (Cod LMI: CJ-I-m-A-06948.01) | Cetatea de pământ de la Așchileu Mare - "Dealul Grecea" / ansamblu anonim (Categorie: locuire) (Tip: Cetate de pământ)                                                      | sat Așchileu Mare, comuna Așchileu | Dealul Grecea     |                                       |            |                                               | Încărcați imagine | Raportați eroare |
| 56112.01.01                              | Așezarea de la Antăș / ansamblu anonim (Categorie: locuire civilă) (Tip: Așezare)                                                                                           | sat Antăș, comuna Bobâlna          |                   |                                       |            |                                               | Încărcați imagine | Raportați eroare |
| 55785.02.01                              | Așezarea eneolitică de la Așchileu Mare - "La Cetate" / ansamblu anonim (Categorie: locuire civilă) (Tip: Așezare)                                                          | sat Așchileu Mare, comuna Așchileu | La Cetate         |                                       |            |                                               | Încărcați imagine | Raportați eroare |
| 55794.01.01                              | Așezarea de la Așchileu Mic - "Pădurea Berc" / ansamblu anonim (Categorie: locuire civilă) (Tip: Așezare)                                                                   | sat Așchileu Mic, comuna Așchileu  | Pădurea Berc      | Tiszapolgár                           |            |                                               | Încărcați imagine | Raportați eroare |
| 55482.07.01 (Cod LMI: CJ-II-m-B-07511)   | Ruinele castelului Bocskay de la Aghireșu / ansamblu Ruinele castelului Bocskay (Categorie: construcție) (Tip: Castel)                                                      | sat Aghireșu, comuna Aghireșu      | 367               | 1572                                  |            | 46°52′12″N 23°14′14″E / 46.87012°N 23.23728°E | Încărcați imagine | Raportați eroare |
| 55696.03.01 (Cod LMI: CJ-I-s-A-06945)    | Așezarea rurală romană de la Apahida - "Dealul Pădurice" / ansamblu anonim (Categorie: locuire civilă) (Tip: Așezare rurală)                                                | sat Apahida, comuna Apahida        | Dealul Pădurice   |                                       |            | 46°48′57″N 23°45′43″E / 46.81583°N 23.76194°E | Încărcați imagine | Raportați eroare |